# Боркі-Великі (Олеський повіт)
Боркі-Великі (пол. Borki Wielkie, нім. Groß Borek) — село в Польщі, у гміні Олесно Олеського повіту Опольського воєводства.
Населення — 951 особа (2011).
У 1975-1998 роках село належало до Ченстоховського воєводства.

## Демографія
Демографічна структура станом на 31 березня 2011 року:
|          | Загалом | Допрацездатний вік | Працездатний вік | Постпрацездатний вік |
| -------- | ------- | ------------------ | ---------------- | -------------------- |
| Чоловіки | 448     | 94                 | 307              | 47                   |
| Жінки    | 503     | 85                 | 283              | 135                  |
| Разом    | 951     | 179                | 590              | 182                  |